# David Horovitz
Pour les articles homonymes, voir David Horowitz (homonymie) et Horovitz.
David Horovitz (né le 12 août 1962 à Londres) est le fondateur et le rédacteur en chef du journal en ligne Times of Israel. Il a été rédacteur en chef du Jerusalem Post et du Jerusalem Report.
Arrière petit fils du rabbin Márkus Horovitz (en), il émigre en Israël en 1983 et y fait son service militaire. Il a trois enfants avec sa femme Lisa.
Il a écrit pour The New York Times, Los Angeles Times, The Irish Times and The Independent à Londres et réalisé des interview pour IBA, CNN, la BBC, NPR. En 1995, il reçoit le B'nai B'rith World Center award for journalism pour la couverture des 1994 AMIA bombing de Buenos Aires et en 2005, le JDC award for journalism on Israel and Diaspora affairs.